# Leleque
Leleque est une localité rurale argentine située dans le département de Cushamen, dans la province de Chubut.

## Démographie
La localité compte 116 habitants (Indec, 2010), ce qui représente une augmentation de 39,7 % par rapport au précédent recensement de 2001 qui comptait 83 habitants.

## Musée de Leleque
Dans la zone de la steppe, à 100 m des pistes de La Trochita et au pied des Andes, se trouve le musée historique de Leleque. Il comprend la vaste Estancia Leleque (96 000 ha), créée au XIXe siècle par la Argentine Southern Land Company et actuellement propriété de la famille Benetton, qui sponsorise le musée de Leleque, ouvert du jeudi au mardi (fermé les jours fériés et le mercredi) de 11 h à 17 h.
Le musée est le résultat d'une collection donnée par Pablo Korchenewsky, qui, avec la coordination de l'anthropologue Rodolfo Casamiquela, a été orientée pour montrer la culture Tehuelche, originaire de Patagonie, et encore en 2006, avec ses droits usurpés.